# Ugo Cerletti

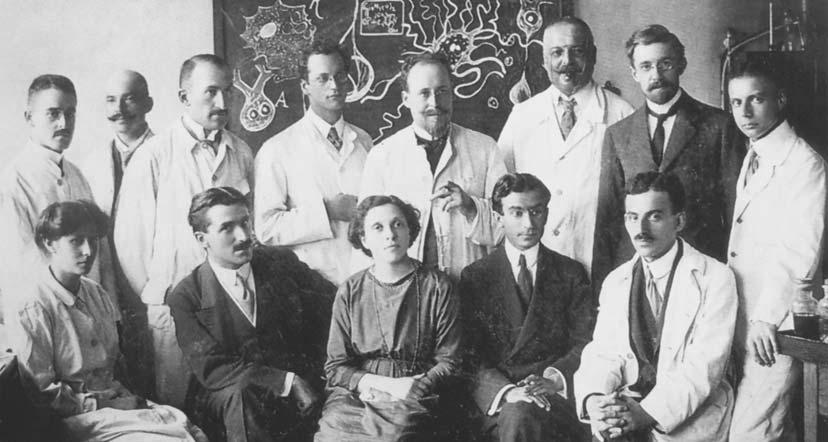
Ugo Cerletti (drugi z lewej w pierwszym rzędzie) w gronie współpracowników Alzheimera, Monachium, 1909 lub 1910 rok

Ugo Cerletti (ur. 26 września 1877 w Conegliano, zm. 25 lipca 1963 w Rzymie) – włoski lekarz neurolog i psychiatra. Jako pierwszy zastosował leczenie elektrowstrząsami w psychiatrii.

## Życiorys
Urodził się 26 września 1877 w Conegliano w Wenecji Euganejskiej.
Studiował medycynę w Rzymie i Turynie. Następnie specjalizował się w neurologii i psychiatrii, m.in. u Pierre'a Marie i Ernesta Dupré w Paryżu, u Emila Kraepelina i Aloisa Alzheimera w Monachium, oraz u Franza Nissla w Heidelbergu. Po ukończeniu studiów został mianowany dyrektorem zakładu dla chorych psychicznie w Mediolanie. Od 1924 wykładał neuropsychiatrię w Bari. W 1928 zastąpił Enrico Morselliego na katedrze Uniwersytetu Genueńskiego. W 1935 otrzymał katedrę chorób umysłowych i nerwowych na Uniwersytecie Rzymskim Sapienza. Zmarł w Rzymie 25 lipca 1963.
W kwietniu 1938, razem z Lucio Binim, zastosował elektrowstrząsy u pacjenta ze schizofrenią. Z czasem terapia elektrowstrząsowa stała się bardzo popularna.